# Общие затраты
О́бщие затра́ты (англ. total cost, часто обозначается как TC) или валовые издержки — экономическая категория, представляющая собой необходимые издержки для производства продукции, оказания услуг, выполнения работ, состоящая из суммы переменных затрат (англ. variable costs, часто обозначается как VC или TVC (total variable costs)) и постоянных затрат (англ. fixed costs, часто обозначается как FC или TFC (total fixed costs)), необходимых для определенного объёма выпуска продукции.
В экономической теории разделение общих издержек на постоянные и переменные зависит от ситуации и временного интервала. Так, отчисления в пенсионные и страховые фонды, осуществляемые предприятием согласно коллективному договору, могут относиться к постоянным издержкам, поскольку эти платежи осуществляются даже в том случае, если предприятие не выпускает продукцию. В долгосрочном периоде для увеличения объёма выпуска требуется замена оборудования и постоянные издержки принимают форму переменных.
Обычно общие издержки возрастают по мере увеличения объёма выпуска продукции (работ, услуг).
Другими словами,
{\displaystyle {TC=FC+VC}}
или
{\displaystyle {TC=FC+V\times Q}}, где
V — средневзвешенные понесённые переменные издержки на единицу продукции;
Q — количество произведённой продукции.

## Состав общих затрат
Переменные затраты:
- Затраты на сырье и основные материалы;
- Затраты на электроэнергию, топливо;
- Заработная плата рабочих осуществляющих производство продукции с начислениями на неё;
- другие затраты.

Постоянные затраты:
- Обязательства предприятий (проценты по займам и др.);
- Налоги;
- Амортизационные отчисления;
- Оплата охраны;
- Оплата аренды;
- Заработная плата управленческого персонала;
- другие затраты.

В целом, решение о том, что относить к переменным, а что — к постоянным затратам принимается в каждом конкретном случае по-разному: зачастую к переменным затратам относят самый ёмкий фактор производства (труд, основные средства, материалы). Под ёмкостью подразумевается, что один фактор перевешивает другие в стоимостном выражении, например если фонд заработной платы много больше стоимости материалов, можно говорить о явно выраженной трудоёмкости производства.
- Если производство материалоёмкое (наиболее частый случай), к переменным затратам относят материалы;
- Если производство трудоёмкое, к переменным затратам относят весь фонд зарплат с начислениями;
- Если производство фондоёмкое, в исключительных случаях, в качестве фактора переменных затрат можно избрать амортизацию основных фондов, являющуюся единственным с точки зрения бухгалтерского учёта фактором, отражающим вклад основных средств в производство (так как износ станков и оборудования в бухучете не учитывается).